# Formação Wessex
A Formação Wessex é uma formação geológica inglesa rica em fósseis que data dos estágios Berriasiano a Barremiano (cerca de 145-125 milhões de anos atrás) do Cretáceo Primitivo. Faz parte do Grupo Wealden e está por trás da Formação Vectis mais jovem e acima da Formação Durlston. A litologia dominante desta unidade é pedra de lama com alguns arenitos intercalados. Faz parte dos estratos da Bacia de Wessex, exposta tanto na Ilha de Purbeck quanto na Ilha de Wight. Embora as seções de Purbeck sejam em grande parte feitas de restos de vertebrados, as seções da Ilha de Wight são bem conhecidas por produzir a fauna mais rica e diversificada da Europa Cretácea Primitiva.[carece de fontes?]

## História
A Formação Wessex tem sido historicamente chamada de "Marls Variegated And Sandstones", um nome usado por W. J. Arkell em seu mapa de 1947 da Ilha de Purbeck bem como  "Wealden Marls" Seu nome atual foi dado por Daley e Stewart em 1979

## Estratigrafia e Litologia

### Introdução

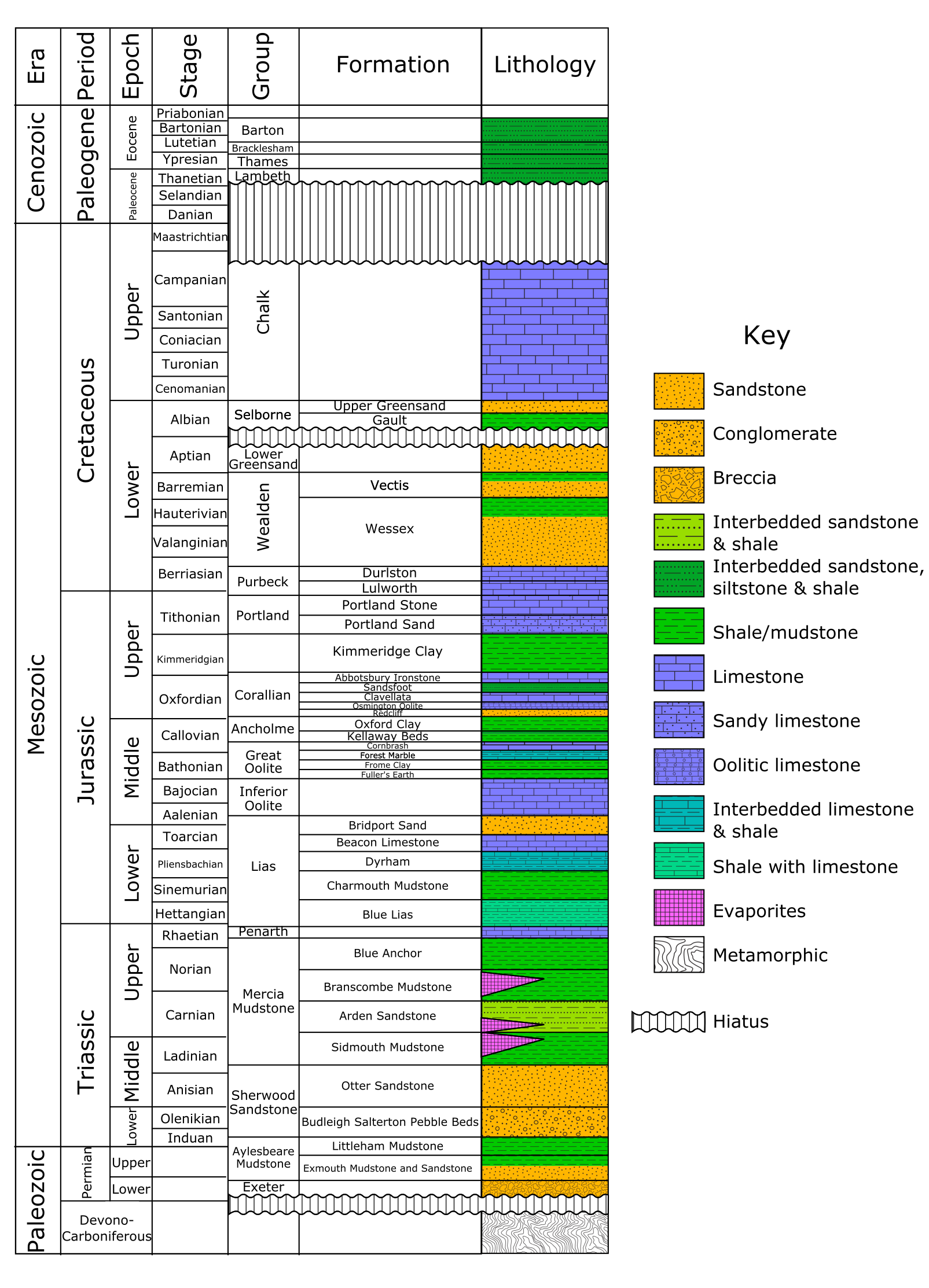
Posição da Formação Wessex na Bacia de Wessex

A Formação Wessex faz parte do Grupo Wealden dentro da Bacia de Wessex, uma área de subvenção desde os tempos de Permo-Triássico. A bacia está localizada ao longo da metade sul da Ilha de Wight e Purbeck, estendendo-se offshore para o Canal da Mancha. O Grupo Wealden também é exposto significativamente na Bacia de Weald, que tem uma sucessão estratigráfica separada. O Grupo Wealden não está amplamente presente em outros lugares da Grã-Bretanha, pois essas áreas eram altas tectônicas onde pouco ou nenhum depósito de sedimentos estava ocorrendo. A formação tem exposição limitada, pois foi profundamente enterrada sob os verdes inferiores subsequentes. Grupos de Selbourne e Giz, além de serem muito vulneráveis à erosão. Foi exposta na superfície devido à criação de estruturas anticlinais como um efeito distante da formação dos Pirenéus como parte da Orogenia Alpina durante o Paleogeno. As principais rochas de origem para os sedimentos eram do Maciço cornúbio a oeste, uma região de terras áltica aproximadamente equivalente à extensão de Cornwall e Devon, com grandes pedras de gota ocasional transportadas em raízes de árvores sendo encontradas em sedimentos de Wealden a mais de 100 quilômetros de onde se originaram.

### A Formação Wessex na Ilha de Purbeck
A exposição na Formação Wessex na Ilha de Purbeck está em grande parte limitada a um cinturão fino no lado sul da Cordilheira Purbeck e é melhor exposta em Swanage, Lulworth Cove e Worbarrow Bay. Um horizonte persistente notável dentro das seções purbeck da formação é o "Grão de Quartzo Grosseiro", uma sequência de até 6 metros de espessura de pedra de ferro conglomeratica, com muitos leitos incluindo numerosos centímetros subangulares a pedras arredondadas predominantemente de quartzo derivado da veia, daí o nome. Este horizonte está presente em todos os afloramentos purbeck da Formação Wessex.

### A Formação Wessex da Ilha de Wight

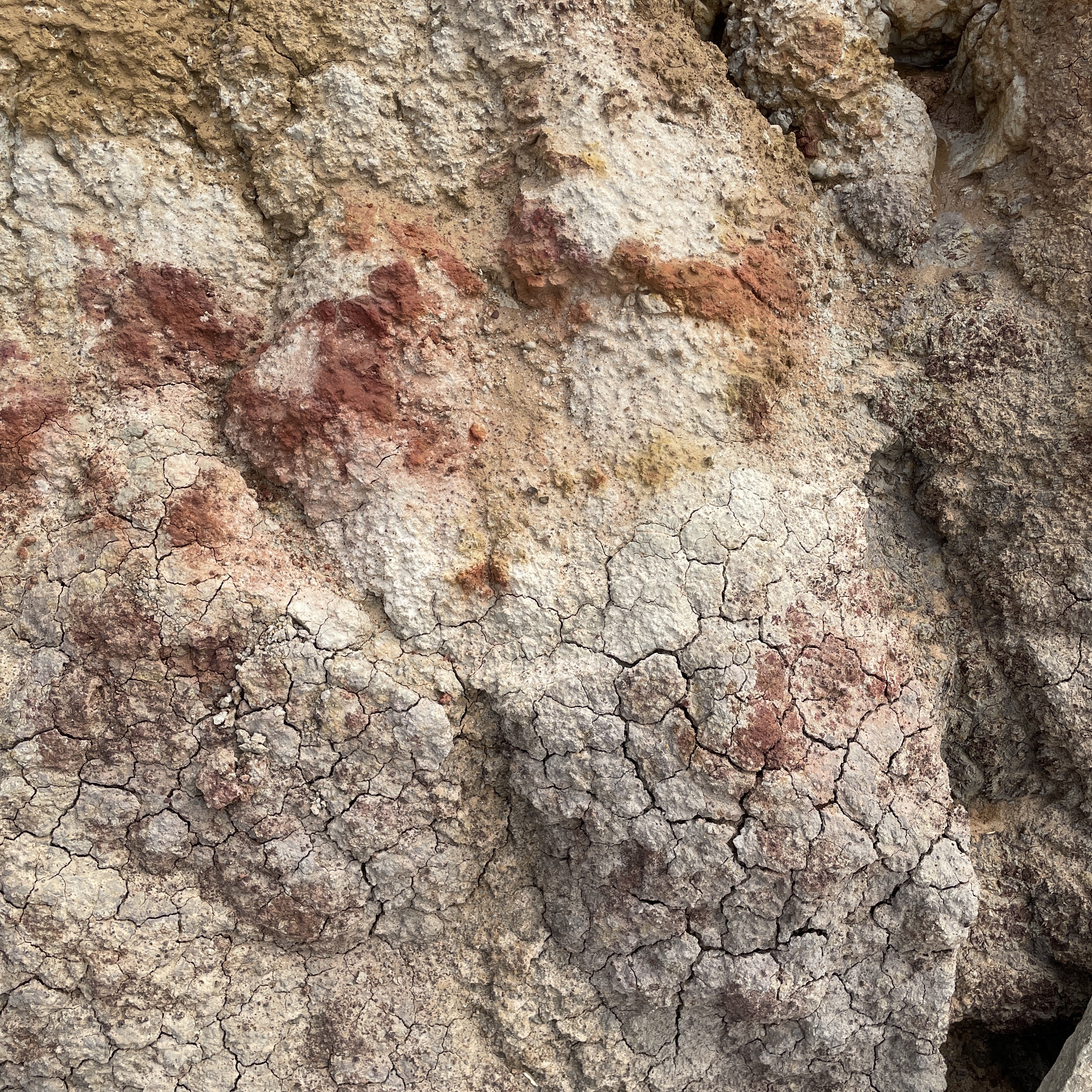
Pedras de lama da Formação Wessex

A sucessão da Ilha de Wight tem duas exposições primárias, sendo a maior delas a seção de vários quilômetros de comprimento ao longo da costa sudoeste ao redor da Baía de Brighstone, e outra menor exposição na costa sudeste perto de Yaverland. Enquanto a formação tomada como um todo data do Berriasiano ao Barremiano, apenas a parte mais alta da formação é exposta na Ilha de Wight. Com menos de 200 metros de espessura estratigráfica composta exposta, e que data do mais recente Hauterivian a Barremian. A fronteira entre as duas eras fica perto do horizonte de Pine Raft. Isso faz com que a formação coeval com porção superior da argila weald na Bacia de Weald. A litologia primária da parte exposta da formação na Ilha de Wight consiste em pedra de lama roxa-vermelha, intercalada com arenitos. O ambiente de depoimento era uma planície alagada dentro de um estreito. vale orientado leste-oeste. O clima no momento da deposição é considerado semiárido, com base na presença de nódulos de calcreto pedogênicos dentro das pedras de lama. O já mencionado horizonte "Pine Raft" encontrado perto da base da porção exposta da formação inclui troncos de coníferas calcitizados de até metros de diâmetro e 2-3 metros de comprimento.

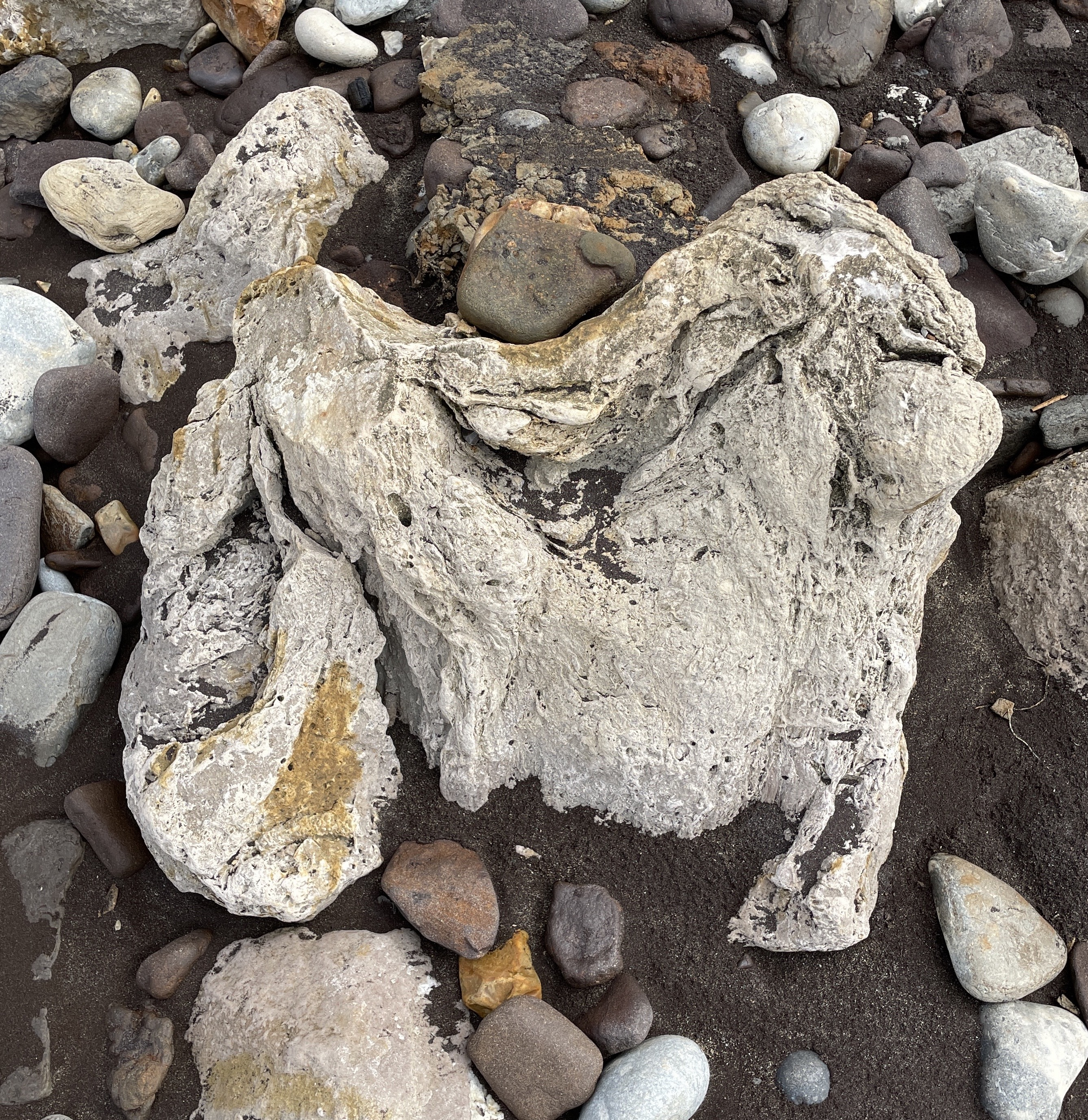
Pegada de dinossauro, Formação Wessex

#### Leitos de detritos vegetais

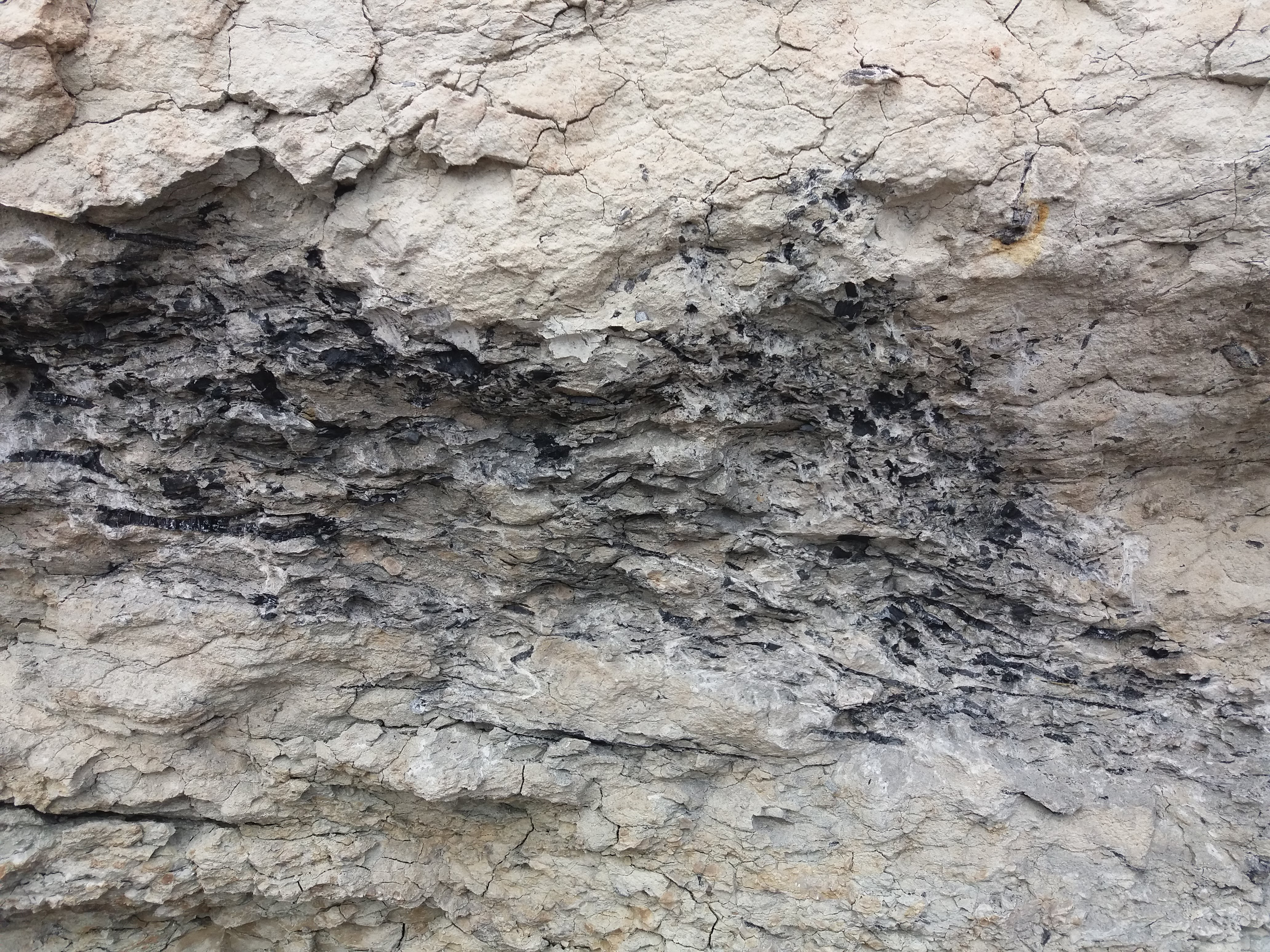
Feche acima do leito de detritos de plantas L6, mostrando matéria vegetal suspensa em pedra de lama cinza

Uma característica notável da formação são os chamados "leitos de detritos vegetais". Estes consistem em um conglomerado apoiado por matriz basal, classificando-se para cima em pedra de lama cinza com detritos de plantas lígnitas, incluindo grandes fragmentos tronco do conífero extinto Pseudofrenelopsis presente na porção superior. Estes foram formados por depósitos de inundação de folhas induzidas por tempestades que encheram baixos topográficos preexistentes como lagos de oxbow e canais abandonados no ambiente deposicional da planície alagada. Os leitos de detritos não formam um horizonte contínuo durante toda a formação, mas são lateralmente extensos ao longo de dezenas de metros. Muitos dos fragmentos de madeira nos leitos de escombros são cimentados juntamente com grandes nódulos de pirita, sugerindo que as condições de deposição eram anoxicas.  A maioria dos fósseis dentro da formação está associada aos leitos de detritos. Fósseis vertebrados são principalmente ossos e dentes individuais desarticulados, sugerindo uma longa exposição subaerial antes do enterro, embora os ossos não tenham abrasão, sugerindo que eles não tinham sido transportados significativamente. Esqueletos parciais também ocorrem às vezes, mas são incomuns. Nódulos de siderite autóctones também estão presentes, que envolvem alguns dos fósseis. Os leitos de detritos vegetais também existem dentro da seção Swanage, mas são visivelmente escassos em fósseis.

#### Leitode hypsilophodon
Enquanto a maioria dos fósseis estão associados com os leitos de detritos vegetais, uma exceção notável é o "leito de hypsilophodon" presente perto do topo da formação, um leito de até 1 metro de espessura de pedra de lama verde-vermelha e silty, com dois horizontes separados que produziram quase exclusivamente mais de cem esqueletos completos e articulados do dinossauro Hypsilophodon, às vezes mesmo com tendões de cauda preservados. A cama é lateralmente extensa, sendo persistente por mais de um quilômetro. Recentemente foi sugerido que o acúmulo de esqueletos foi um evento de mortalidade em massa causado por uma fenda. Logo acima do "leito de hypsilophodon" os lamaçais vermelhos da Formação Wessex mudam para o arenito de cor clara transitória "Rocha branca" e pedras de lama cinzentas laminadas da Formação Vectis, causadas pela mudança das condições ambientais de uma planície de inundação para as condições da lagoa costeira, iniciada pela transgressão marinha afitiana primitiva . A transição para a Formação Vectis também está presente em Swanage, mas diminui e desaparece para o oeste, tendo uma inconformidade erosiva com o Grupo Verdes Inferiores ou o Gault nessas áreas, muitas vezes com um leito de pedra basal.[carece de fontes?]

## Paleoambiente
O paleoambiente da Formação Wessex é considerado semiárido, e tem sido várias vezes comparados com chaparral ou macchia arbustos mediterrâneos. As árvores dominantes eram coníferas da extinta família Cheirolepidiaceae pertencente aos gêneros Pseudofrenelopsis e Watsoniocladus, ambos com folhas xerofíticas reduzidas adaptadas a condições áridas. Acredita-se que a cobertura de árvores tenha sido fina e concentrada perto de vias navegáveis. Acredita-se que a cobertura do solo tenha consistido de samambaias xerofíticas.

## Fauna

### Invertebrados
Invertebrados são comumente preservados na Formação Wessex. Biválvulas de água doce podem ser encontradas, incluindo unionóides como Margaritifera, Nippononaia e Unio. Essas biválvulas são úteis na reconstrução de como pode ter sido o paleoambiente de água doce durante o depoimento da formação. Espécimes de Viviparus, um gênero de caracol de água doce, também foram encontrados. Enquanto fósseis de compressão de insetos são encontrados na formação vectis sobreposta, todos os fósseis de insetos na formação de Wessex são encontrados como inclusões no âmbar. O âmbar pode ser encontrado presente como um componente raro em leitos de detritos vegetais na formação de Wessex, tanto na Ilha de Wight quanto na Ilha de Purbeck, no entanto, a única concentração significativa e onde todas as inclusões foram encontradas é um canal de defasagem no horizonte de detritos de plantas L6 ao sudeste de Chilton Chine. Apenas quatro espécies do âmbar foram formalmente descritas, Cretamygale chasei a mygalomorph spider, Dungeyella gavini Libanodiamesa simpsoni, ambas chironomid midges, bem como Embolemopsis maryannae, uma vespa parasitária embolêmida. No entanto, uma tabela de táxons não descritos foi dada, e várias imagens de alguns dos táxons não descritos foram liberadas de várias fontes, incluindo vários chironomides, e ávido dipterano.